# Gräddspett
Gräddspett (Celeus flavus) är en fågel i familjen hackspettar inom ordningen hackspettartade fåglar.

## Utseende och läte
Gräddspett är en distinkt gul hackspett, med gräddgul fjäderdräkt, kort huvudtofs, bruna vingar och stjärt och gul näbb. Hanen har ett rött mustaschstreck. Lätet består av en högljudd fallande serie visslingar.

## Utbredning och systematik
Gräddspett delas in i fyra underarter med följande utbredning:
- Celeus flavus flavus – förekommer från östra Colombia till Venezuela, Guyana, västra Brasilien och norra Bolivia
- Celeus flavus peruvianus – förekommer i tropiska östra Peru
- Celeus flavus subflavus – förekommer i östra Brasilien (Alagoas och Bahia i Espírito Santo)
- Celeus flavus tectricialis – förekommer i nordöstra Brasilien (Maranhão)

Underarterna peruvianus och tectricialis inkluderas ofta i nominatformen.

## Levnadssätt
Gräddspett förekommer i låglänta områden, i säsongsmässigt översvämmade och sumpiga områden, men kan även tillfälligtvis ses i andra skogstyper.

## Status och hot
Arten har ett stort utbredningsområde, men tros minska i antal, dock inte tillräckligt kraftigt för att den ska betraktas som hotad. Internationella naturvårdsunionen IUCN listar arten som livskraftig (LC).